# Polytonal
Polytonal är en beteckning för musik där mer än en tonalitet uppträder samtidigt. Som regel brukar man anse att minst en andra tonart ska vara tydligt etablerad. I det enklaste och vanligaste faller handlar det om två tonarter och då används även beteckningen bitonalitet. Mer avancerad polytonalitet förekommer också men ju fler tonarter som uppträder tillsammans desto svårare blir det att urskilja de ingående tonarterna och intrycket av musiken närmar sig atonalitet. Polytonal musik uppträder från början av 1900-talet och framåt.
Några kända exempel där polytonalitet förekommer är Petrusjka och Våroffer av Igor Stravinskij, samt Preludier bok 2 av Claude Debussy.  